# الدير البحري

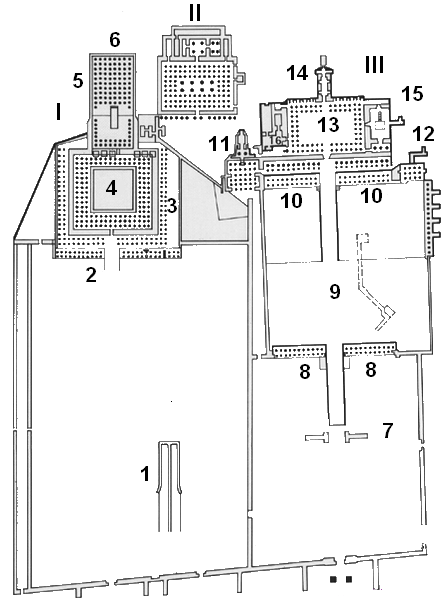
خريطة معابد الدير البحري
I) معبد منتوحتب الثاني.
II) معبد تحتمس الثالث.
III) معبد حتشبسوت

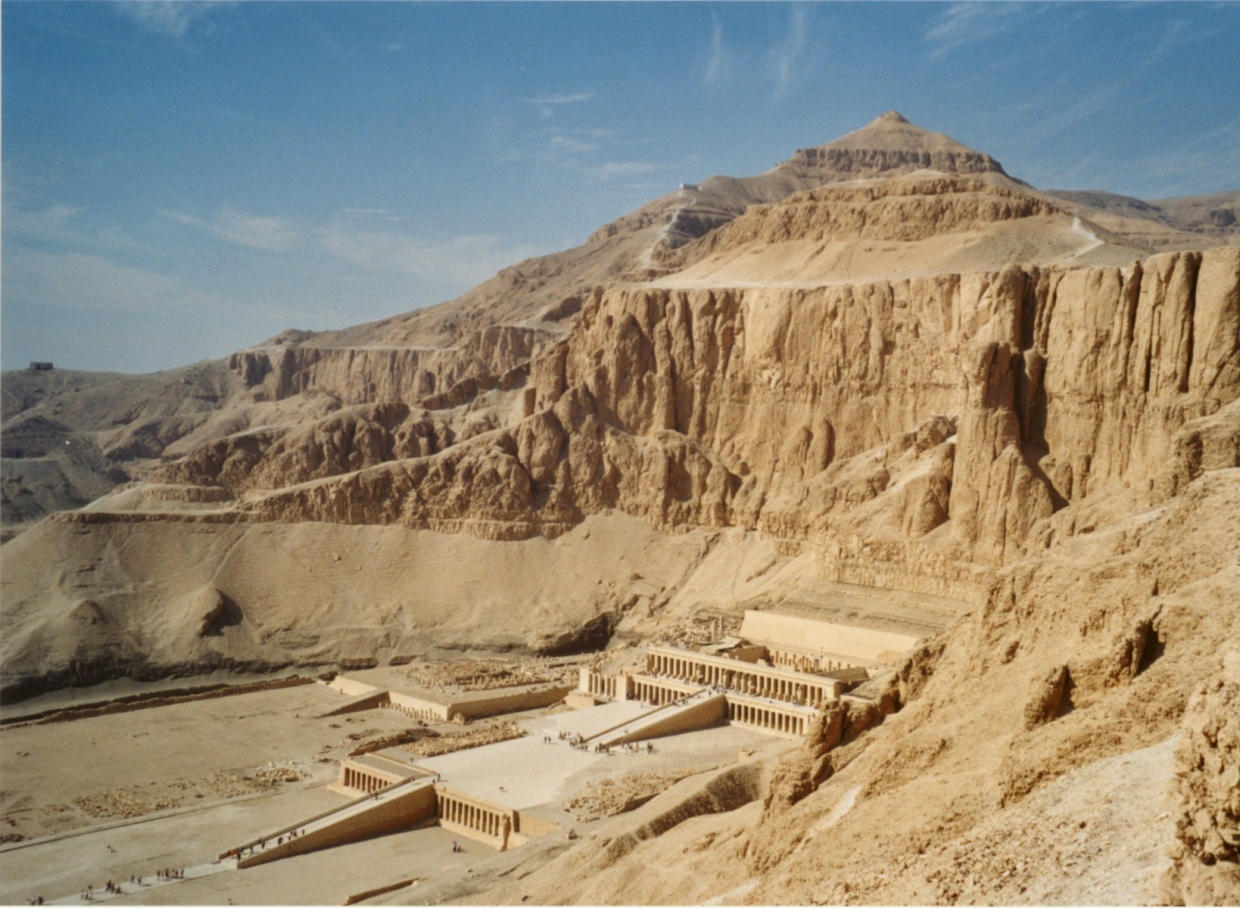
معبد حتشبسوت (أمام) وبقايا معبد منتوحتب الثاني ، (خلفه)

الدير البحري هو مجموعة من المعابد والمقابر الفرعونية الموجودة في الضفة الغربية من النيل المقابلة لمدينة الأقصر بمصر. شيدت الدير الملكة حتشبسوت لتؤدي فيه الطقوس التي تفيدها في العالم الآخر، أما اسم الدير البحري فهو اسم عربي حديث أطلق على هذه المنطقة في القرن السابع الميلادي بعد أن استخدم الأقباط هذا المعبد ديرًا لهم. ويتكون المعبد من ثلاثة مدرجات متصاعدة يوصل بينهم منصات منحدرة للصعود والنزول. وكان أول نصب تذكاري تم بناؤه في الموقع هو المعبد الجنائزي لمنتوحتب الثاني من الأسرة الحادية عشرة خلال القرن الحادي والعشرين قبل الميلاد، خلال الأسرة الثامنة عشرة قام أمنحتب الأول وحتشبسوت أيضًا بالبناء على نطاق واسع في الموقع.

## معابد الدير البحري
الدير البحري هي منطقة قبور على الضفة الغربية على النيل مقابلة لمدينة طيبة القديمة الأقصر اليوم وتقع شمالا منها، وقد عثر في تلك المنطقة على عدة قبور منحوتة في الصخور، ومن ضمنها ما عثر عليه حديثا من مقبرة مخبأ عثر فيه على 40 مومياء، يقع الدير البحري في منطقة جبلية، وخلفه يوجد وادي الملوك حيث توجد أشهر فراعنة مصر القديمة، المنطقة كلها يأتي إليها السياح من جميع أنحاء الأرض، ويقومون بزيارتها بعد أو قبل زيارتهم لمعبد أمون الكرنك بالأقصر. كما تتيح السياحة المصرية للزوار إمكانية الصعود بالمناطيد فوق تلك البقعة والاستمتاع بمشاهدة ما فيها من أعلى من عصور سبقتنا بنحو 3500 آلاف سنة.

### معبد منتوحتب

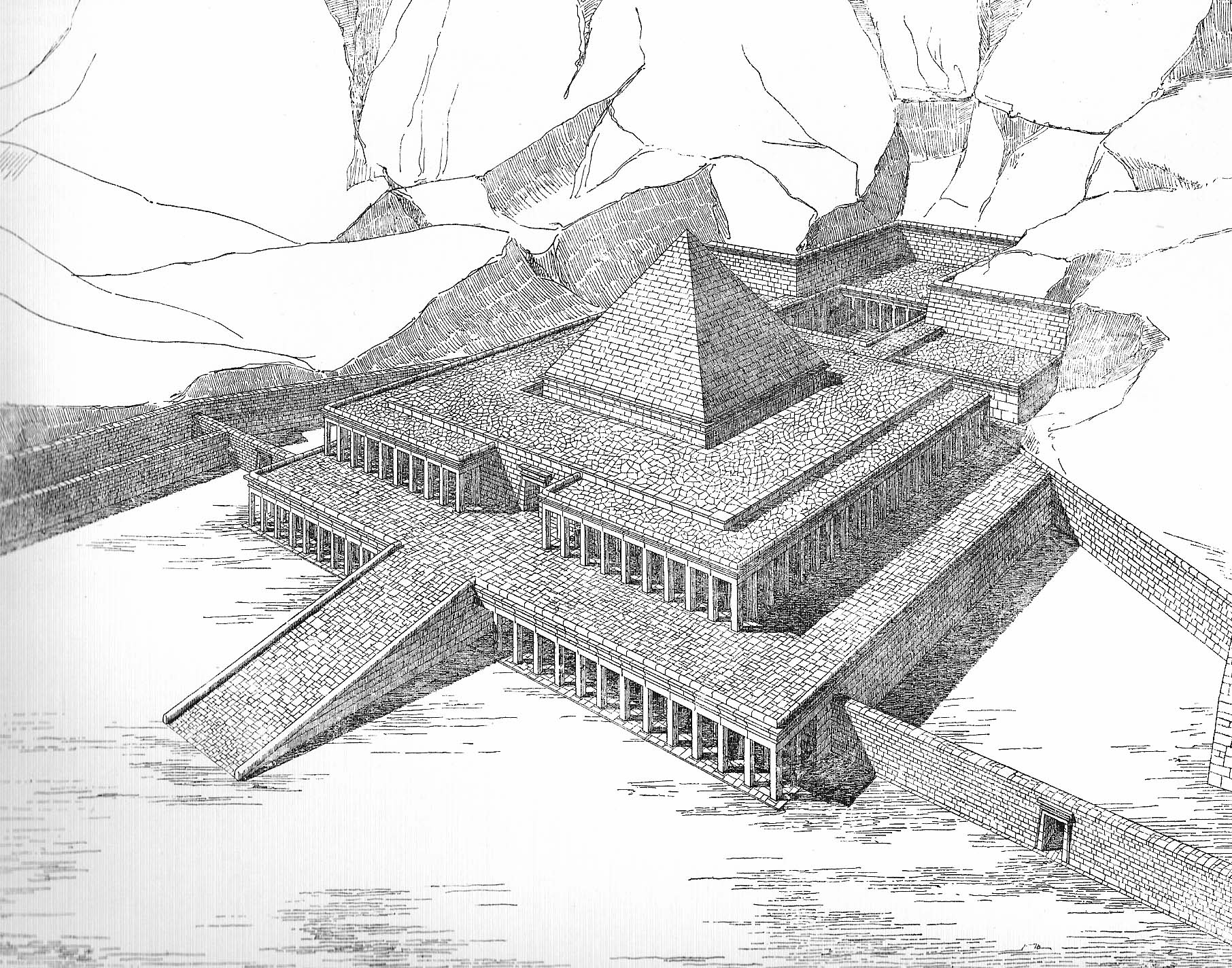
نموذج لمعبد منتوحتب الثاني ، كما يتخيله علماء الآثار

كان أول من استغل تلك المنطقة فرعون مصر منتوحتب الثاني من الأسرة الحادية عشر، حيث أمر ببناء معبد بالقرب من مقبرته، وكان الطريق المؤدي إلى مقبرته محاطًا على جانبيه بتماثيل حجرية له ملونة، كما خصص في محيط المعبد مقابرا لزوجاته وقواد الجيش وللنبلاء المقربين. يتميز معبد منتوحتب في تصميمه الفريد، وهو في نفس الوقت أول معبد يبنى على الضفة الغربية من طيبة خلال الدولة المصرية الوسطى.
تم بناء المعبده الجنائزي على عدة مستويات في الخليج الكبير بالدير البحري، وتم الاقتراب منها عن طريق جسر بعرض 16 مترًا ما يعادل 50 قدمًا، يؤدي من معبد الوادي الذي لم يعد موجودًا. يتكون المعبد الجنائزي نفسه من فناء أمامي وبوابة مدخل، محاطة بجدران من ثلاث جهات، وشرفة يقف عليها هيكل مربع كبير قد يمثل التل البدائي الذي نشأ من مياه الفوضى، وبما أن المعبد يتجه نحو الشرق، فمن المرجح أن يكون الهيكل مرتبطًا بعبادة الشمس للإله رع وقيامة الملك. في الجزء الشرقي من الفناء الأمامي، توجد فتحة تسمى باب الحصان تؤدي إلى ممر تحت الأرض، وقبر غير مكتمل أو نصب تذكاري يحتوي على تمثال جالس للملك، وفي الجهة الغربية زرعت أشجار الطرفاء والجميز بجانب المنحدر المؤدي إلى المصطبة، ويوجد في الجزء الخلفي من الفناء الأمامي والشرفة أعمدة مزينة بشكل بارز بمواكب القوارب والصيد والمناظر التي تظهر الإنجازات العسكرية للملك. تم العثور على تماثيل لملك الأسرة الثانية عشرة سنوسرت. وتم قطع الجزء الداخلي من المعبد في الجرف، والذي كان يتكون من فناء بهوائي وقاعة أعمدة وممر تحت الأرض يؤدي إلى المقبرة نفسها، تركزت عبادة الملك الميت على الضريح الصغير الموجود في الجزء الخلفي من قاعة الأعمدة.
ويحيط بالهيكل الذي يشبه المصطبة الموجود على الشرفة دوار ذو أعمدة على طول الجدار الغربي، حيث تم العثور على الأضرحة التمثالية ومقابر العديد من زوجات وبنات الملوك. حيث كانت تلك الأميرات الملكيات كاهنات حتحور، إحدى الآلهة الجنائزية الرئيسية في مصر القديمة. على الرغم من أنه لم يبق سوى القليل من مدافن الملك، قد تم انتشال ستة توابيت من مقابر السيدات الملكيات أشاييت، حنهنت، كاويت، كمسيت، مويت وسادهي. يتكون كل منها من ستة ألواح مثبتة معًا عند الزوايا بواسطة أقواس معدنية ومنحوتة في نقش غائر، وتابوت الملكة كاويت الموجود الآن في متحف القاهرة. ينحدر عمود الدفن والنفق اللاحق لمسافة 150 مترًا وينتهي في غرفة الدفن على بعد 45 مترًا أسفل الفناء. كانت الغرفة تحتوي على ضريح كان يحمل ذات يوم التابوت الخشبي لنبهبتر منتوحتب، تم الوصول إلى ساحة كبيرة تصطف على جانبيها الأشجار عن طريق جسر الموكب المؤدي من معبد الوادي أسفل الفناء، تم قطع عمود عميق أدى إلى غرف غير مكتملة يعتقد أنها كانت في الأصل مقبرة للملك، تم اكتشاف صورة ملفوفة للفرعون في هذه المنطقة بواسطة هوارد كارتر، يضم مجمع المعبد أيضًا ستة مصليات جنائزية ومقابر عمودية مبنية لزوجات وبنات الفرعون.

### معبد حتشبسوت
أنشيء معبد حتشبسوت خلال الأسرة الثامنة عشر بجانب معبد منتوحتب، يتميز بكبره وهو لا يزال يبهر الزوار بجماله وبتصميمه الفريد، فهو يختلف عن المعابد التي كانت تبنى في طيبة على الضفة الشرقية من النيل. أقام الأقباط إبان مطلع المسيحية ديرًا للعبادة على معبد حتشبسوت. واستمر الدير قائما حتى القرن الحادي عشر، وفي القرن التاسع عشر عثر العالمان الأثريان أوجوست مريت وإدوارد نافي على بقايا الدير، وعملا على إزالة انقاض الدير لرؤية ما تحته من أثار المعبد، وقد دوّن نافي أعماله بإسهاب في 7 كتب تحت عنوان معبد الدير البحري خلال الأعوام 1894 و1898 .
مثل معبد حتشبسوت الجنائزي النقطة المحورية في مجمع الدير البحري وسمي أيضاً معبد جيسرجيسيرو الذي يعني قدس الأقداس، وهو عبارة عن هيكل ذو أعمدة، صممه ونفذه سننموت الوكيل الملكي ومهندس حتشبسوت، لخدمة عبادتها بعد وفاتها وتكريم مجد آمون. تقع قرية جسر جيسيرو فوق سلسلة من المصاطب ذات الأعمدة، يمكن الوصول إليها عن طريق منحدرات طويلة كانت ذات يوم مزينة بالحدائق، وهو مبني على منحدر يرتفع بشكل حاد فوقه، ويعتبر إلى حد كبير أحد الآثار التي لا تضاهى في مصر القديمة يبلغ ارتفاعه 97 قدمًا ما يعادل 30 مترًا.
يفسر الشكل غير المعتاد لمعبد حتشبسوت باختيار الموقع في حوض وادي الدير البحري، وتحيط به المنحدرات شديدة الانحدار.،وهنا في حوالي عام 2050 قبل الميلاد، قام منتوحتب الثاني مؤسس الدولة الوسطى بوضع معبده الجنائزي المنحدر على شكل شرفة تتوافق أروقة الأعمدة الموجودة على جانبي المنحدر المركزي لجسر جيسيرو مع مواقع الأعمدة على مستويين متتاليين لمعبد منتوحتب. اليوم، لا تنقل مصاطب الدير البحري سوى انطباع خافت عن نوايا سننموت الأصلية، معظم زخارف التماثيل مفقودة، تماثيل أوزوريس أمام أعمدة الرواق العلوي، وطرقات أبي الهول أمام الفناء، وتماثيل حتشبسوت واقفة وجالسة راكعة، تم تدميرها في إدانة هذا الفرعون بعد وفاته، لقد تغيرت بنية المعبد بشكل كبير نتيجة لإعادة الإعمار المضلل في أوائل القرن العشرين الميلادي.
استخدمت حتشبسوت معبد منتوحتب كنموذج، واستخدمت حتشبسوت شرفة طويلة ذات أعمدة انحرفت عن الكتلة المركزية لنموذج منتوحتب وهو شذوذ قد يكون ناجمًا عن الموقع اللامركزي لغرفة دفنها، توجد ثلاث شرفات ذات طبقات يصل ارتفاعها إلى 97 قدمًا و30 مترًا، يتم تفصيل كل طابق بواسطة أعمدة مزدوجة من الأرصفة المربعة، باستثناء الركن الشمالي الغربي من الشرفة المركزية، التي تستخدم أعمدة بروتو دوريك لإيواء الكنيسة الصغيرة، ترتبط هذه المدرجات بمنحدرات طويلة كانت تحيط بها الحدائق في السابق، تتوافق طبقات معبد حتشبسوت مع الشكل الطيبي الكلاسيكي، حيث تستخدم الصرح، والمحاكم، وقاعة الأعمدة، وساحة الشمس، والمصلى، والمقدس. يروي النحت البارز داخل معبد حتشبسوت قصة الولادة الإلهية للفرعون ويحكي النص والدورة المصورة أيضًا عن رحلة استكشافية إلى أرض بونت، وهي دولة غريبة تقع على ساحل البحر الأحمر، على جانبي مدخل الحرم كما هو موضح على اليمين توجد أعمدة مرسومة عليها صور حتحور على شكل تيجان توجد أسفل السقف مباشرة صورة لـواجديت، معروضة كرمز شمسي ثنائي محاطًا بثعبان طويلين آخرين. يشتمل المعبد على صورة تظهر على اليمين لحتشبسوت مصورة على أنها فرعون ذكر يقدم القرابين لحورس، وعلى يسارها جرح من جلد الحيوان حول عصا طويلة تمثل رمزًا للإله أوزوريس. على الرغم من أن التماثيل والزخارف قد سُرقت أو دمرت منذ ذلك الحين، إلا أن المعبد كان في السابق موطنًا لتمثالين لأوزوريس، وهو طريق طويل تصطف على جانبيه تماثيل أبي الهول، بالإضافة إلى العديد من منحوتات الفرعون حتشبسوت في أوضاع مختلفة واقفًا أو جالسًا أو راكعًا.

### معبد تحتمس الثالث
بالإضافة إلى ما أنشأه تحتمس الثالث بعد خلافته لحتشبسوت من معبد أخ منو بالكرنك، ومعبد حنكت عنخ شمالا من الرامسيوم أنشأ تحتمس الثالث معبداً فوق كشك حتحور في الدير البحري خلال السنوات الأخيرة من حكمه في الدير البحري. قام تحتمس الثالث ببناء مجمع معبد هنا مخصصًا لآمون، تم اكتشافه عام 1961، ويُعتقد أنه تم استخدامه خلال مهرجان الوادي الجميل، لا يُعرف الكثير عن المجمع، حيث تم التخلي عنه بعد تعرضه لأضرار جسيمة أثناء الانهيار الأرضي في الأسرة العشرين الأخيرة، وبعد ذلك تم استخدامها كمصدر لمواد البناء وأصبحت في العصر المسيحي موقعًا لمقبرة قبطية.
يقع هذا المعبد بين معبد حتشبسوت ومعبد منتوحتب الثاني في خلفيتهما وهو أصغر منهما كثيرًا، وحاليًا توجد منه بقايا قليلة، وكان هذا المعبد قد بني على هضبة عالية بالنسبة للمعبدين الآخرين، حيث لم يكن هناك مكان بينهما لبناء معبده، وطبقا لتصميم معبد تحتمس الثالث هذا فيتجه محوره تمامًا في اتجاه معبد الكرنك الموجود على الضفة الشرقية من النيل، وكان معبدي الأسرة الثامنة عشرالدولة المصرية الحديثة يسميان بيت المليون عام. يكرم المعبد الإله آمون في الدرجة الأولى ويحترم أيضاً شكلي الله آمون رع وآمون كاموتيف.

## المقابر

### المقابر الملكية وغير الملكية

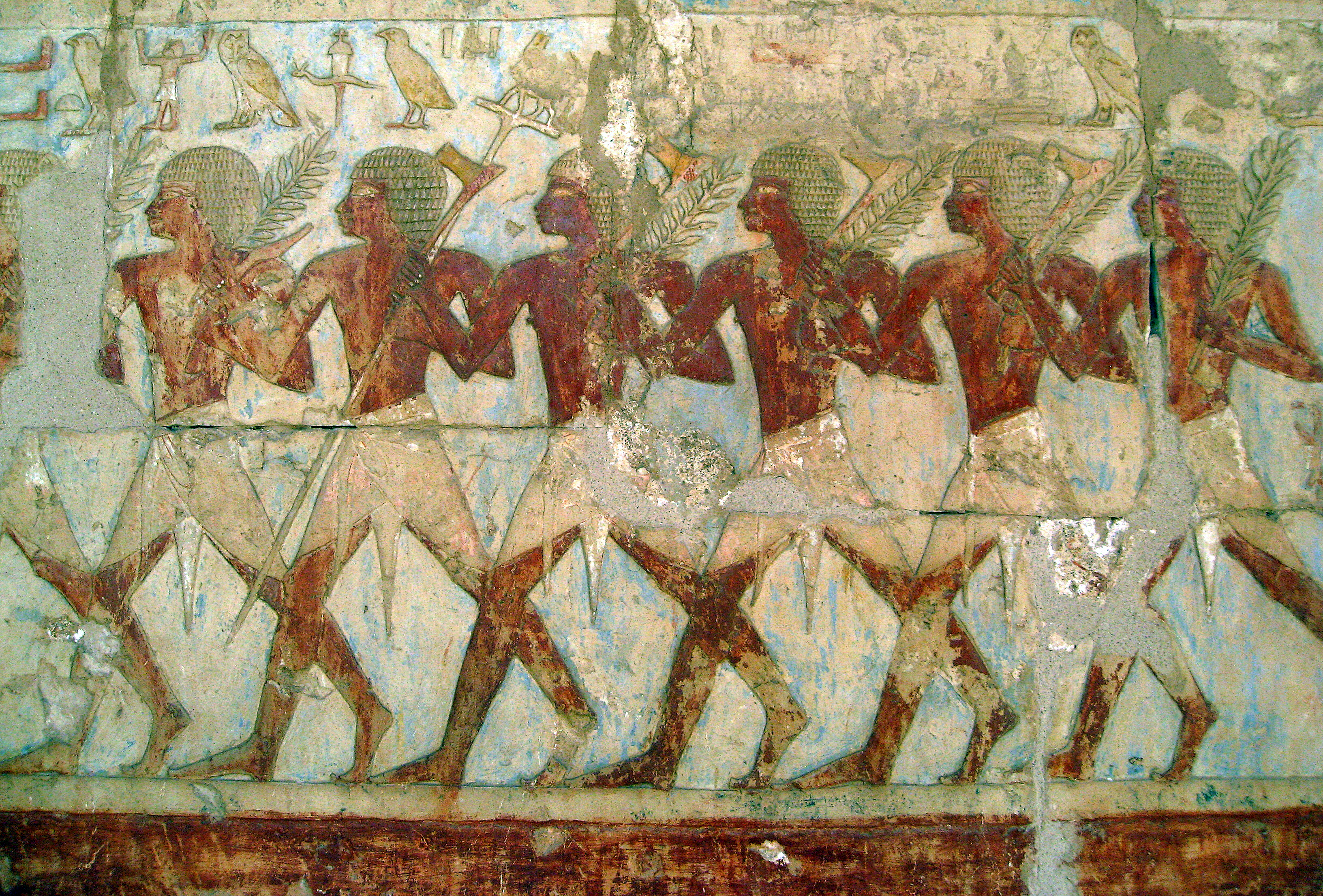
بعثة حتشبسوت إلى بلاد بنط : لوحة على جدار معبد حتشبسوت.

تم العثور على مخبأ مقابر الدير البحري، كانت المفاجأة الكبيرة في الدير البحري هي العثور على المقبر ة DB320 (وتعرف أيضا TT320) التي اكتشفها أحمد عبد الرسول في عام 1871، وكتمت عائلة سر اكتشافها للمقبرة وهي من الأسرة الواحدة والعشرين، حيث وجدوا فيها بجانب مصاغ الموتى وقرابينهم نحو 40 مومياء، من ضمنهم موميوات ملوك من الأسرات 17 - 21 . وكانوا يبيعون ما يعثرون عليه شيئا فشيئا حتى وصل إلى رئيس الآثار المصرية أنذاك جاستون ماسبيرو علم تلك المقبرة. وكان أن منع ماسبيرو مساعده أميل بروجش من دخول ما سمي مخبأ مقابر الدير البحري حتى 6 يوليو 1881.
تم العثور في الخبيئة على مومياوات أحمس الأول، إلى جانب زعماء الأسرة الثامنة عشرة والتاسعة عشر، أمنحتب الأول، تحتمس الأول، تحتمس الثاني، تحتمس الثالث، رمسيس الأول، سيتي الأول، رمسيس الثاني، ورمسيس التاسع. وفي غرفة منفصلة تم العثور على كبار كهنة الأسرة الحادية والعشرين والفراعنة بينجم الأول وبينجم الثاني وسيامون، تم تصوير اكتشاف مخبأ المومياوات في الفيلم المصري ليلة عد السنين 1969.
في عام 1891، تم العثور أيضًا على مخبأ أكبر يضم 153 مومياء للكهنة أنفسهم أعيد دفنها في مقبرة بالموقع، المعروف اليوم باسم باب الجاسوس أو باب الكهنة يشار إليه أيضًا باسم المخبأ الكهنوتي أو المخبأ الثاني. توجد أيضًا مقابر خاصة تعود إلى عصر الدولة الوسطى وحتى العصر البطلمي. هناك نوعان من المقابر الخاصة الأكثر شهرة في الدير البحري، الأول هو نموذج مكي رع TT280 والذي يحتوي على العديد من النماذج الجنائزية الخشبية المطلية من عصر الدولة الوسطى، وأول جرة كانوبية مسجلة برأس إنسان. أما الثانية، وهي مقبرة سننموت السريّة، تم تخريب مقبرة سننموت في العصور القديمة، ولكن بعض الأعمال الفنية البارزة لا تزال سليمة، والتي كان من المفترض أن تكون مقبرة كبيرة جدًا ويبلغ طول ممراتها أكثر من 100 ياردة ما يعادل 92 مترًا، ومع ذلك، لم يتم الانتهاء منه أبدًا ولم يتم دفن سننموت هناك، وله قبر آخر ليس بعيدًا عن الدير البحري، حيث ربما وُضع جثمانه، لكنه أيضًا تعرض للتخريب والسرقة. وهناك منطقة كبيرة من المقابر غير الملكية في هذه المنطقة تسمى الشيخ عبد القرنة.
في مارس 2020 اكتشف علماء الآثار من معهد الآثار بجامعة وارسو بقيادة أندريه نيوينسكي، صندوق كنز، وصندوقًا خشبيًا يعود تاريخهما إلى 3500 عام في موقع الدير البحري المصري، يحتوي الصندوق الحجري على عدة أشياء، جميعها مغطاة بقماش الكتان، وتم العثور على ثلاث حزم من الكتان أثناء التنقيب، وعثر داخل إحداها على هيكل عظمي لإوزة تم التضحية به لأغراض دينية، والثاني يشمل بيض الإوز، ويعتقد أن ما احتوته الحزمة الثالثة كان بيضة أبو منجل، وكان لها معنى رمزي عند المصريين القدماء، بالإضافة إلى ذلك، تم اكتشاف صندوق حلى خشبي صغير داخل الحزمة، ويعتقد أن الصندوق يحتوي على اسم الفرعون تحتمس الثاني، وفقًا لـ Andrzej Niwiński يبلغ طول الصندوق نفسه حوالي 40 سم، مع ارتفاع أصغر قليلاً، لقد كان مموهًا تمامًا ويبدو وكأنه كتلة حجرية عادية، ولم يتبين أنه صندوق إلا بعد إلقاء نظرة فاحصة عليه.

### بعض المقابر التي عثر عليها
| رقم المقبرة                    | اسم صاحبها        | وظيفته           | الأسرة / الملك                               | معثورات/ ملاحظات                                         |
| ------------------------------ | ----------------- | ---------------- | -------------------------------------------- | -------------------------------------------------------- |
| TT308                          | كمسيت             | زوجة الملك       | 11. الأسرة 11 (منتوحوتب الثاني)              | زوجة منتوحوتب الثاني.                                    |
| TT310                          | غير معروف         | وزير             | الاسرة 11                                    |                                                          |
| TT313                          | حنينو             | رئيس البلاط      | الأسرة 11                                    |                                                          |
| TT316                          | نفرحتب            | حامل أقواس الملك | الأسرة 12 أو 13                              | [ 19 ]                                                   |
| القبر الطيبي رقم TT319         | نفرو              | زوجة الملك       | الأسرة 11، الملك منتوحتب الثاني              | زوجة منتوحوتب الثاني.                                    |
| مخبأ مقبرة الدير البحري؛ TT320 | بينوجم الثاني     | رئيس كهنة آمون   | الأسرة 21 ؛ أمينوب (فرعون) , أوزوحور، سيأمون | تستخدمت المقبرة خلال الأسرة 22 كمخبأ مقابر الدير البحري. |
| مقبرة سننموت                   | سننموت            | رئيس البلاط      | الأسرة الثامنة عشر (حتشبسوت)                 | [ 22 ]                                                   |
| TT386                          | أنتف (قائد الجيش) | قائد الجيش       | الأسرة 11 ؛ منتوحوتب الثاني                  | [ 23 ]                                                   |
|                                | أشيت              | زوجة فرعون       | الأسرة 11 ؛ منتوحوتب الثاني.                 | زوجة منتوحوتب الثاني                                     |
|                                | كاويت             | زوجة فرعون       | الأسرة 11 ؛ منتوحوتب الثاني                  | زوجة منتوحوتب الثاني.                                    |
|                                | ساده              | زوجة فرعون       | الأسرة 11 ؛ منتوحوتب الثاني                  | زوجة منتوحوتب الثاني.                                    |
|                                | حنحنت             | زوجة فرعون       | الأسرة 11 ؛ منتوحوتب الثاني                  | زوجة منتوحتب الثاني                                      |
| (نافي 15)                      | تم (ملطة)         | زوجة فرعون       | الأسرة 11 ؛ منتوحوتب الثاني                  | زوجة منتوحوتب الثاني.                                    |
|                                | مييت              |                  | الاسرة 11 ؛ منتوحتب الثاني                   |                                                          |

## معرض الصور

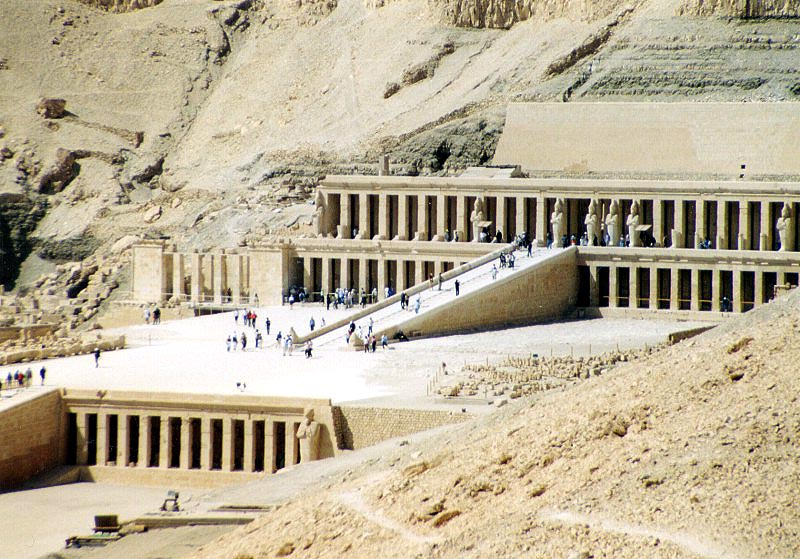
.معبد حتشبسوت
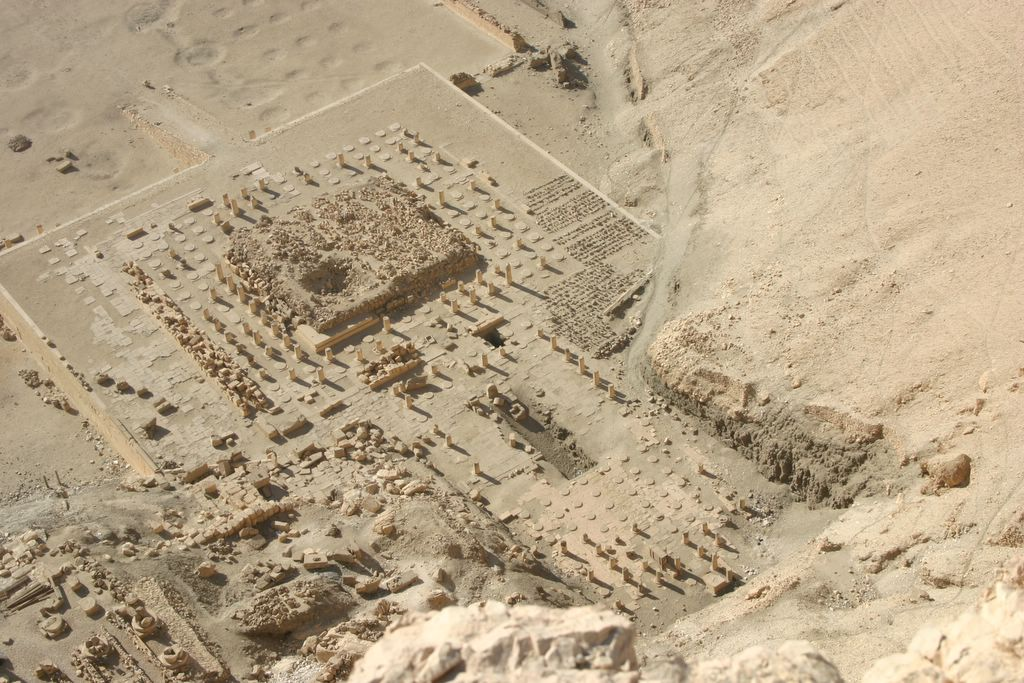
معبد منتوحوتب الثاني كما يرى من أعلى
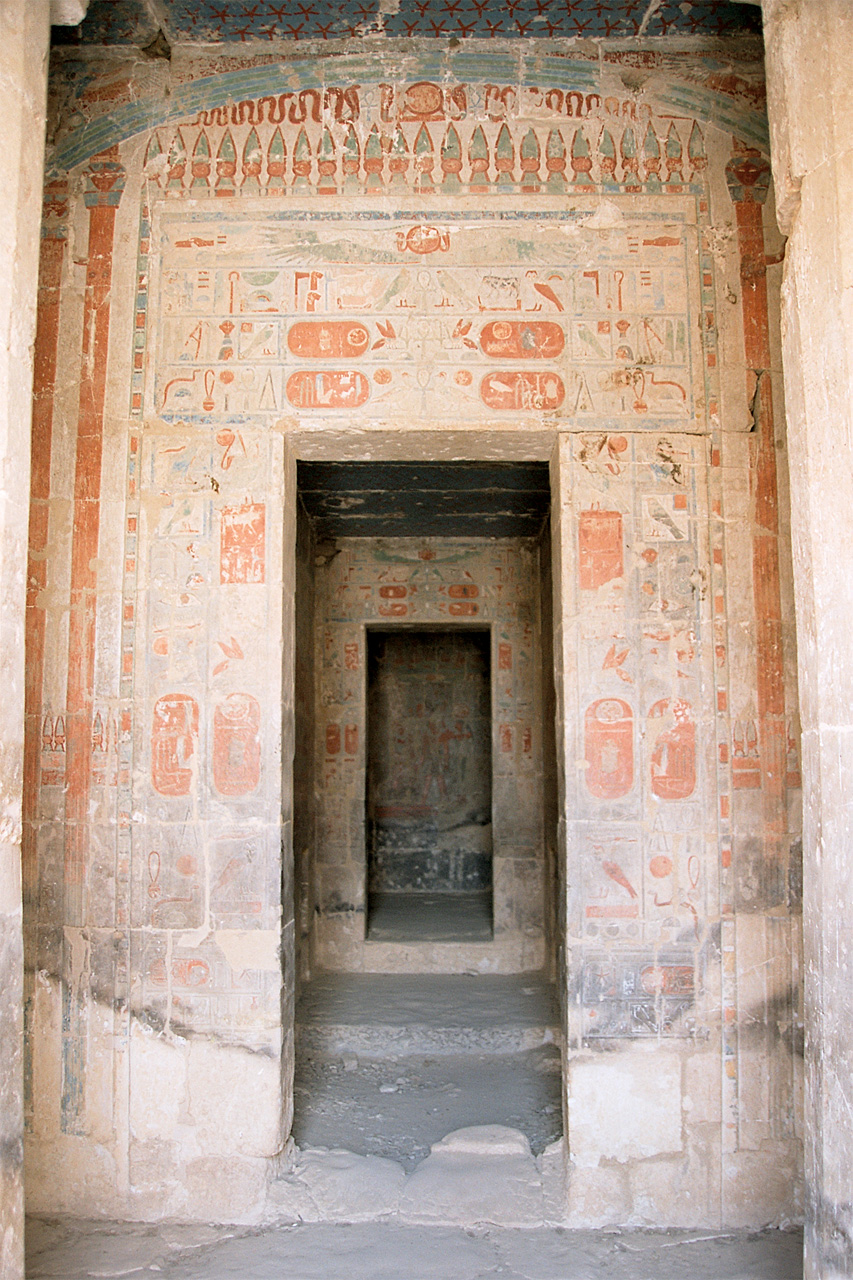
بوابة مدخل حرم حتشبسوت
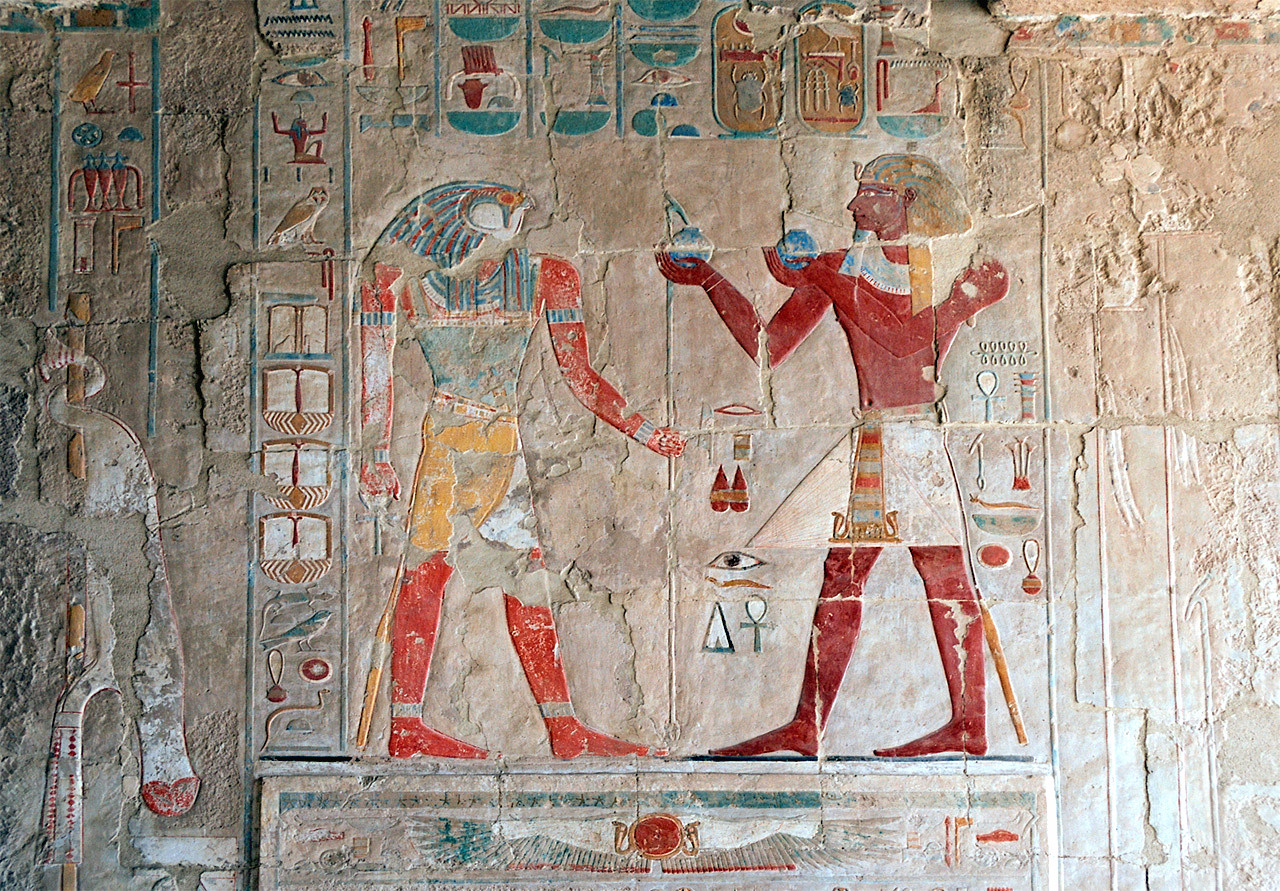
نقوش ملونة على جدران معبد حتشبسوت ، الألوان لا زالت ناصعة
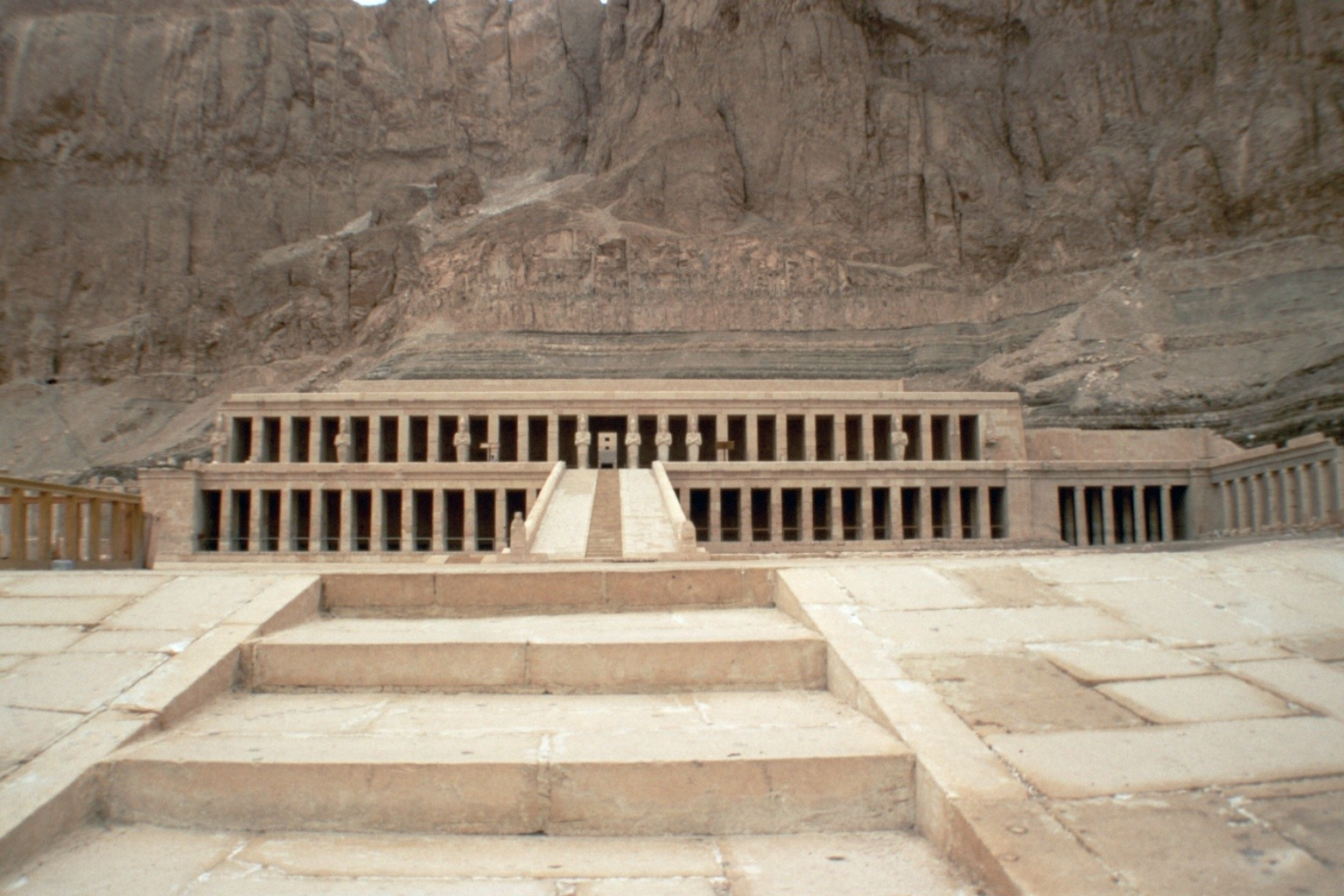
معبد حتشبسوت
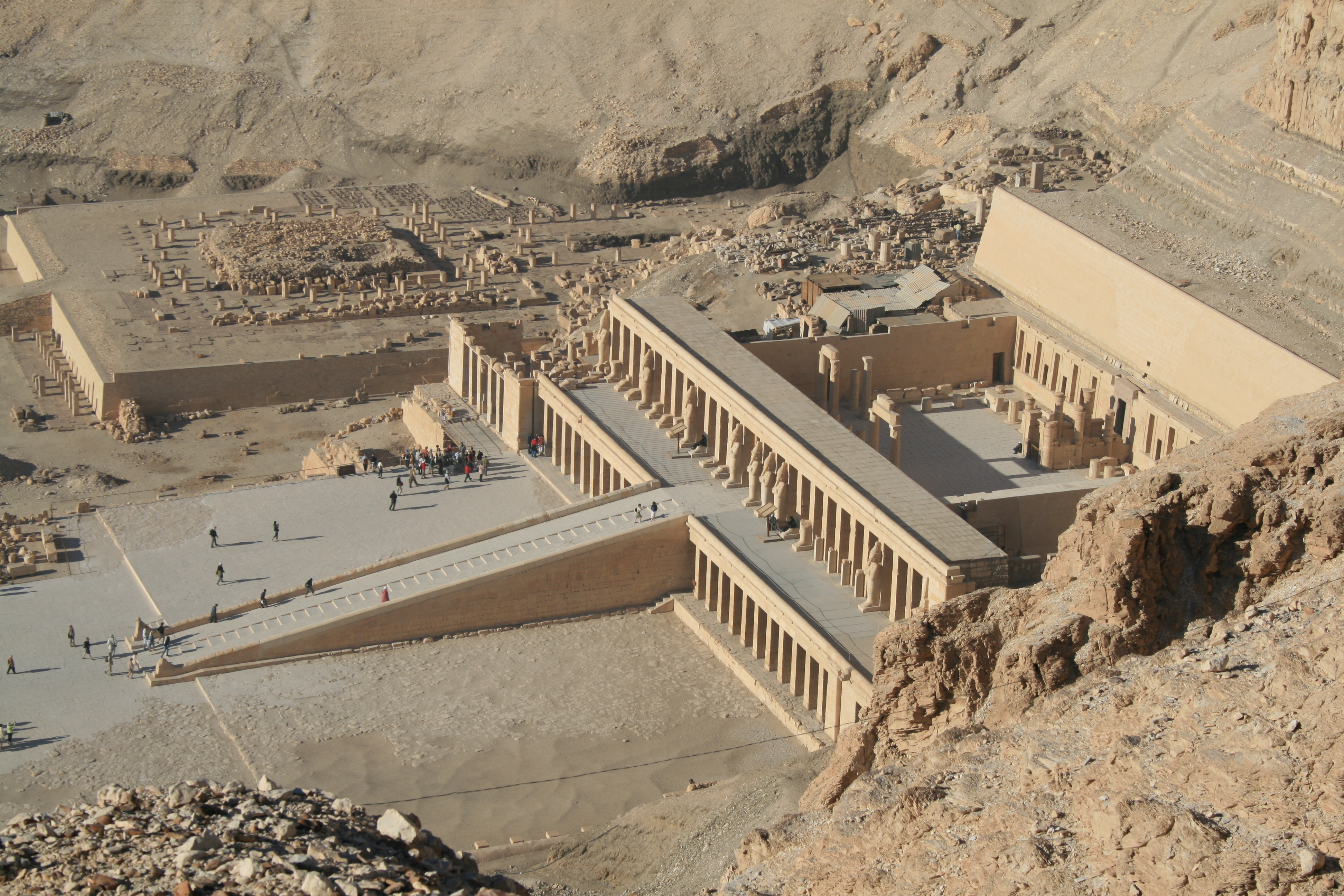
منظر آخر لمعبد حتشبسوت وخلف معبد منتوحتب
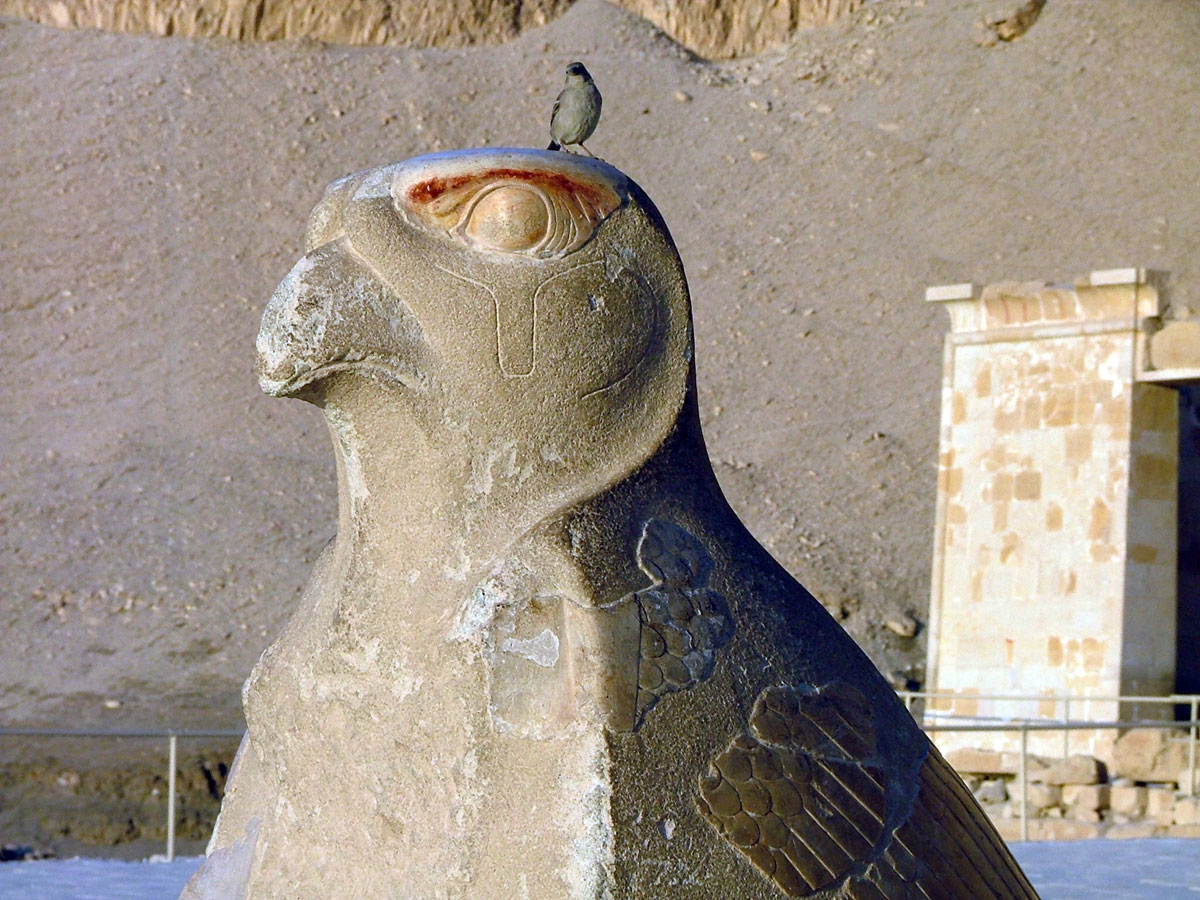
تمثال حورس عند مدخل المعبد
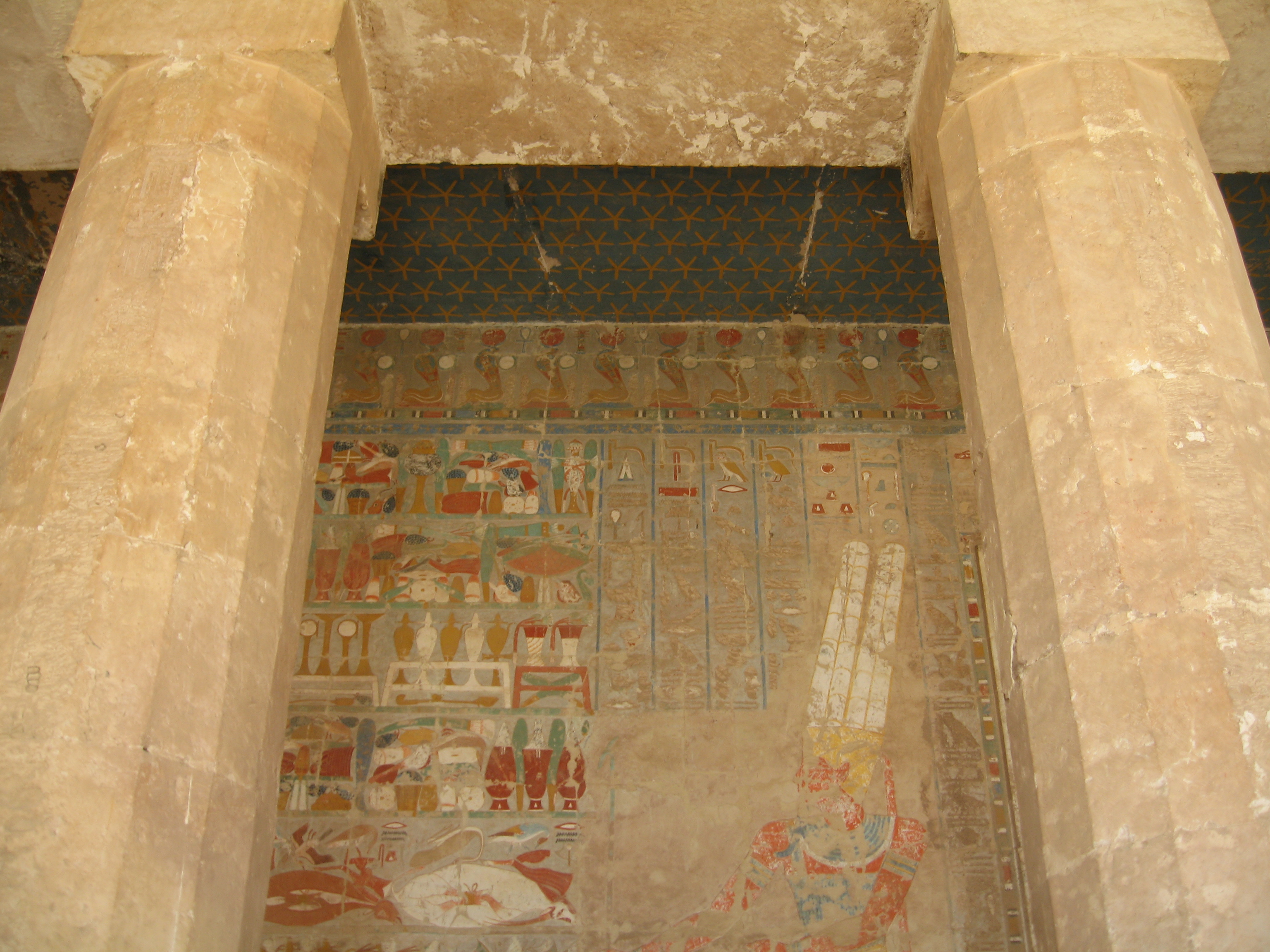
لوحة ملونة على جدار معبد حتشبسوت
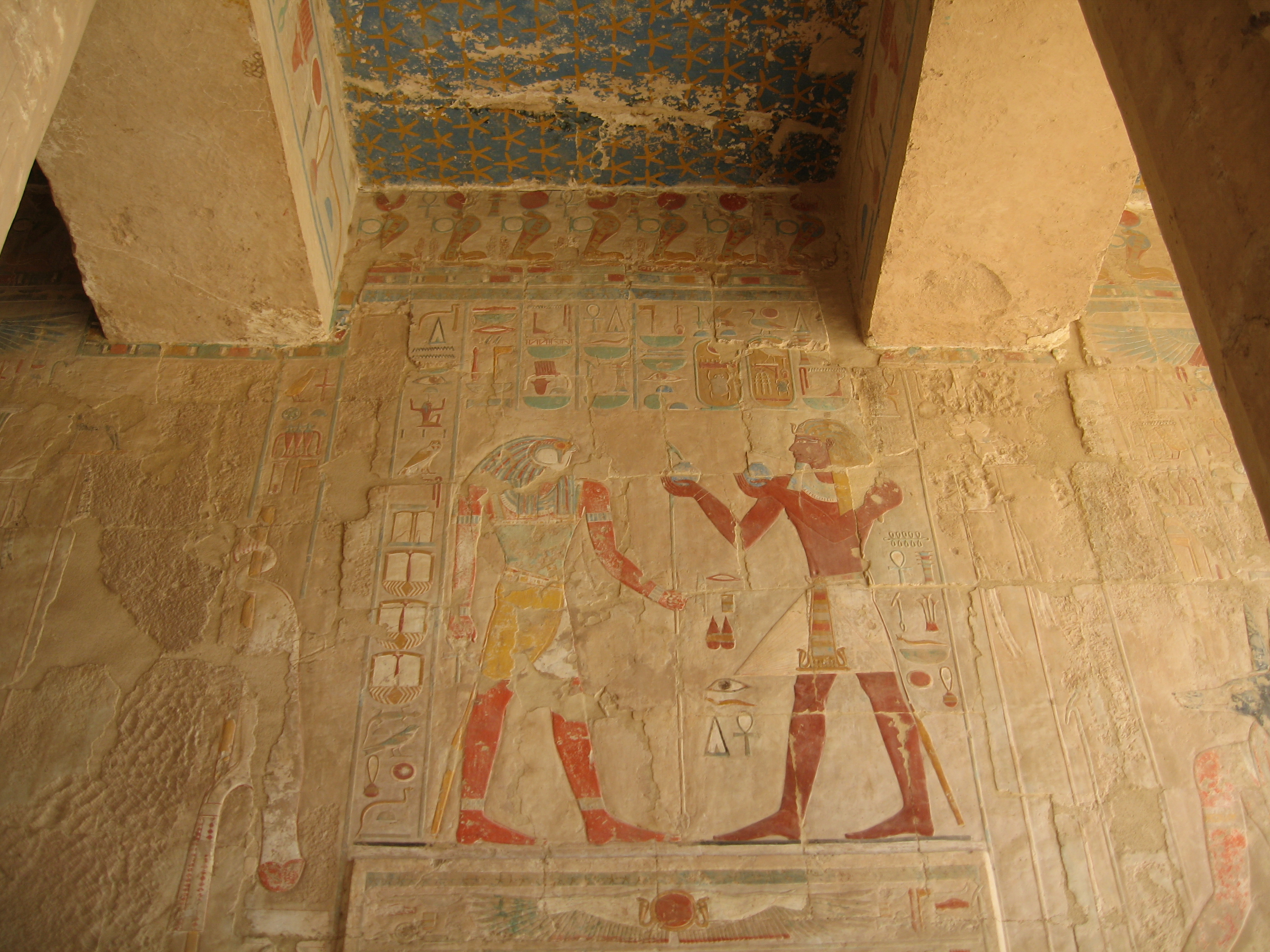
لوحة منقوشة ملونة في معبد حتشبسوت
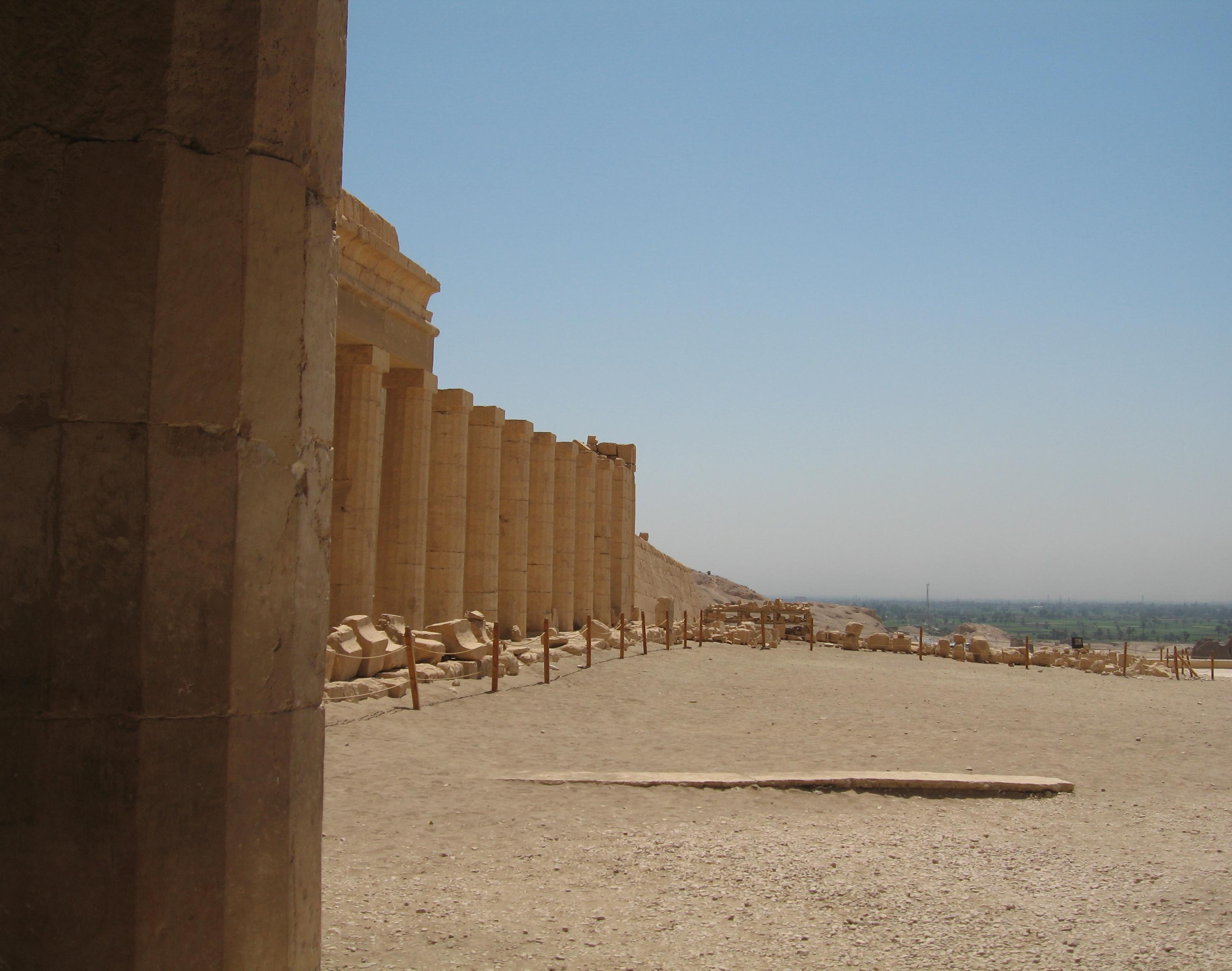
منظر للطابق الثاني للمعبد .
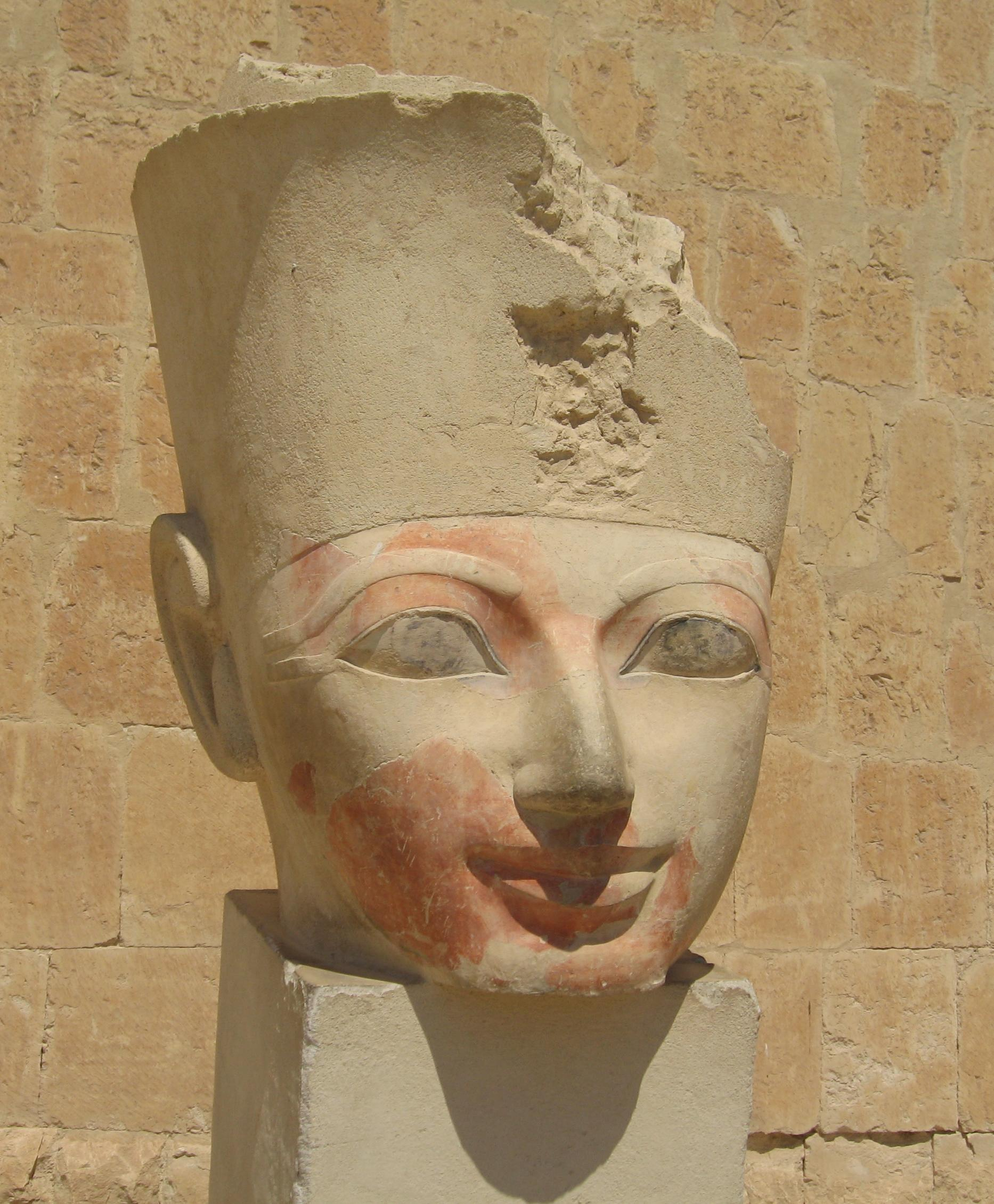
رأس أحد تماثيل حتشبسوت بالمعبد
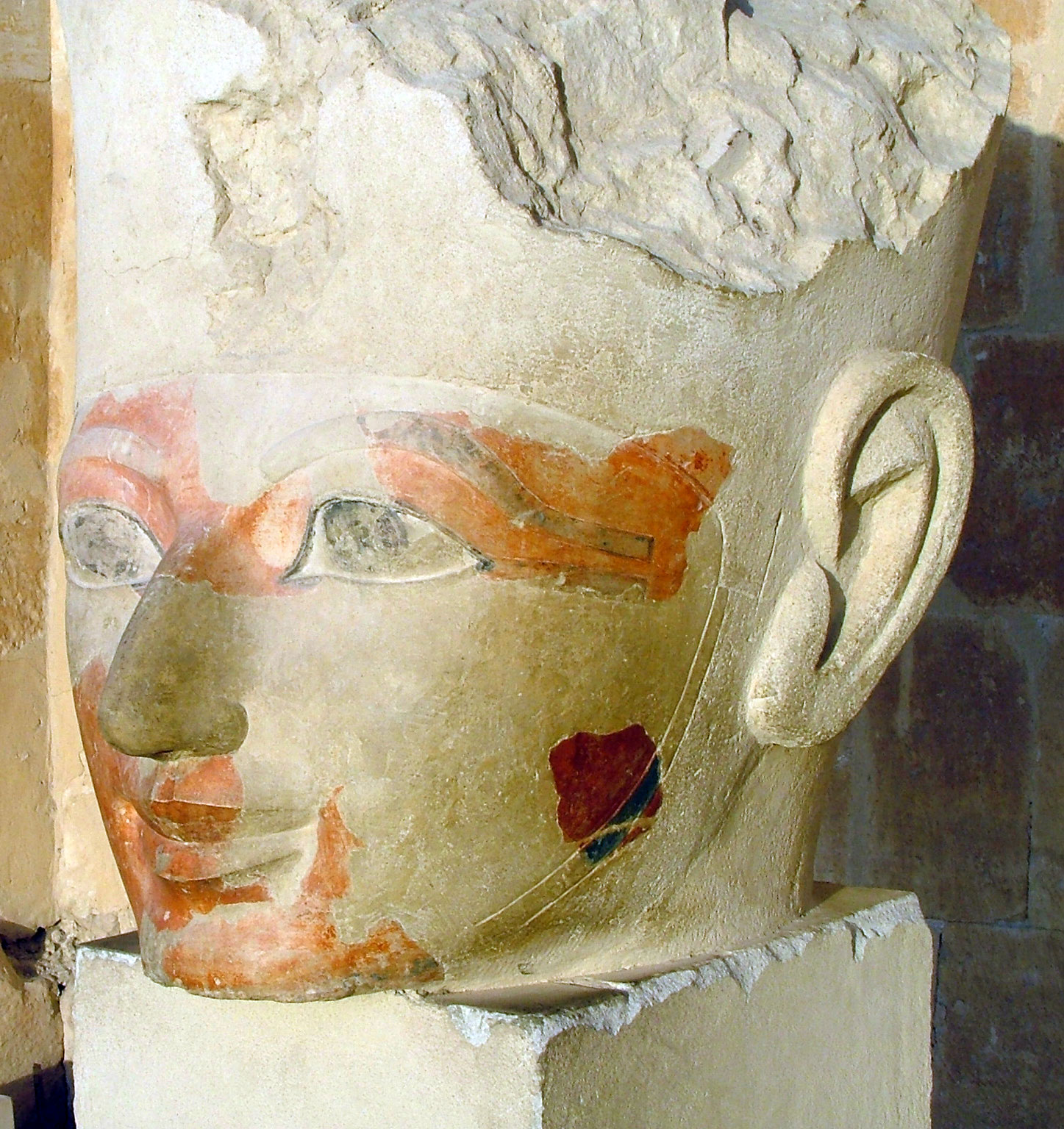
رأس تمثال حتشبسوت
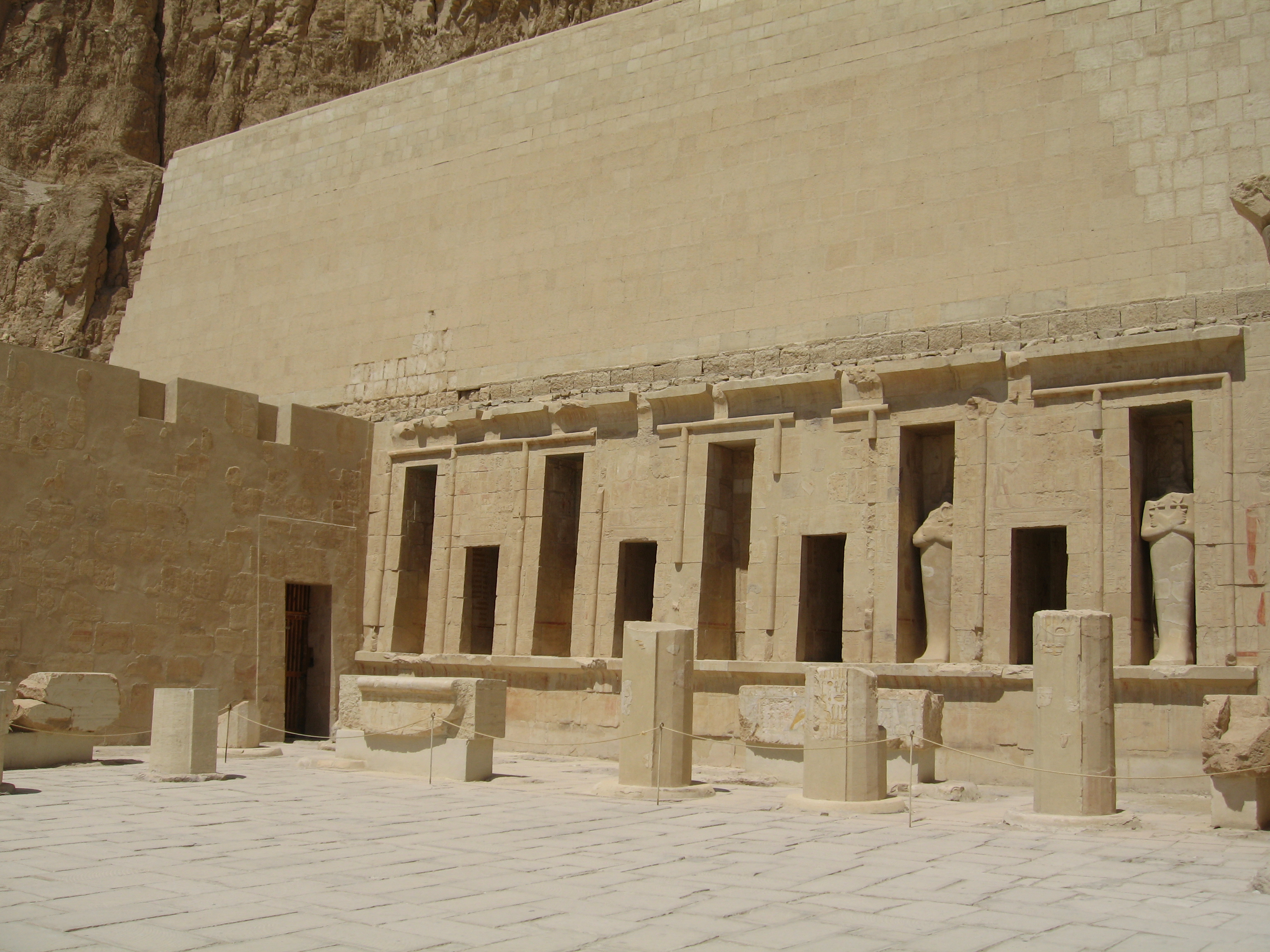
بهو الطابق الثالث
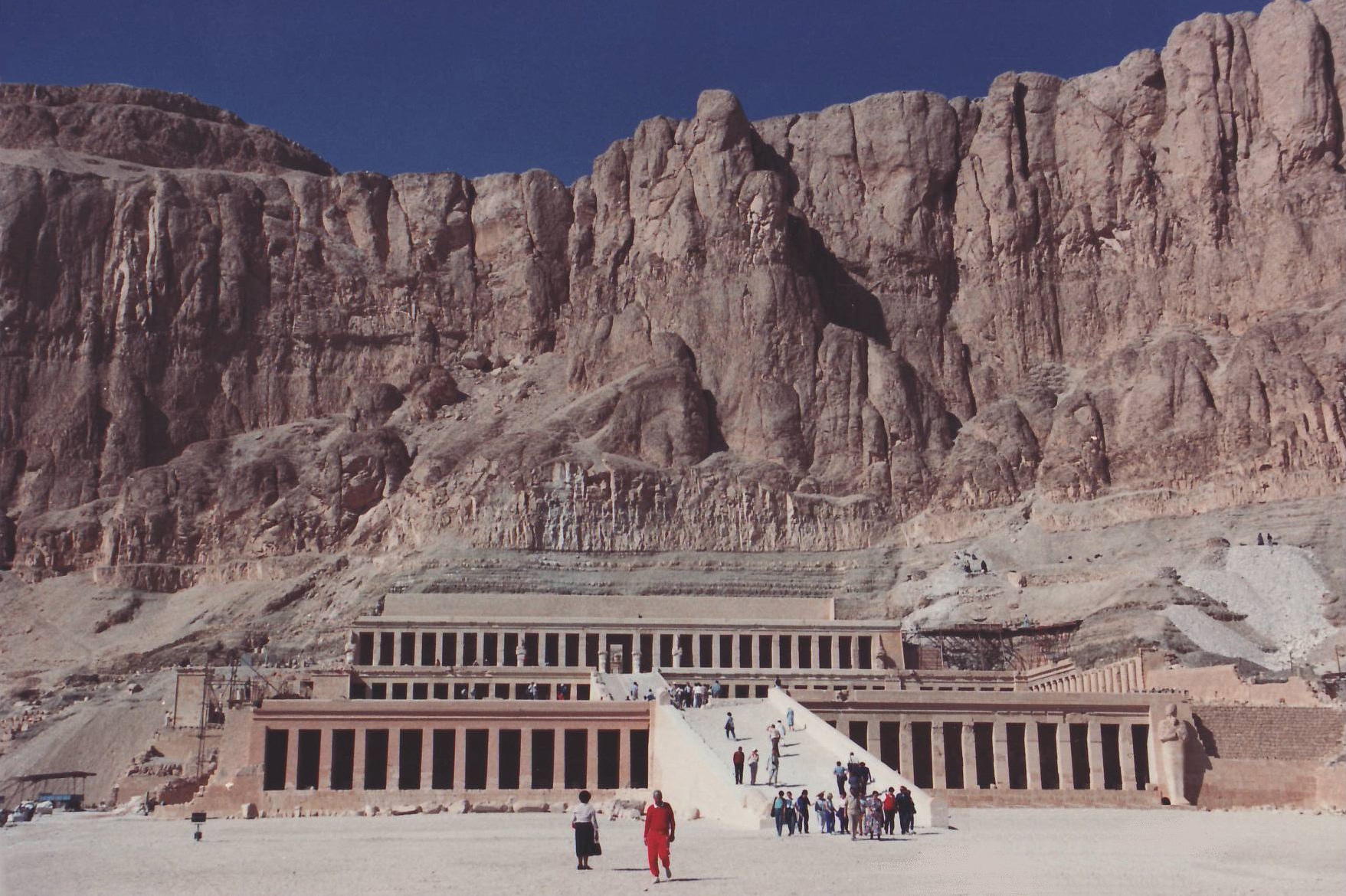
معبد حتشبسوت
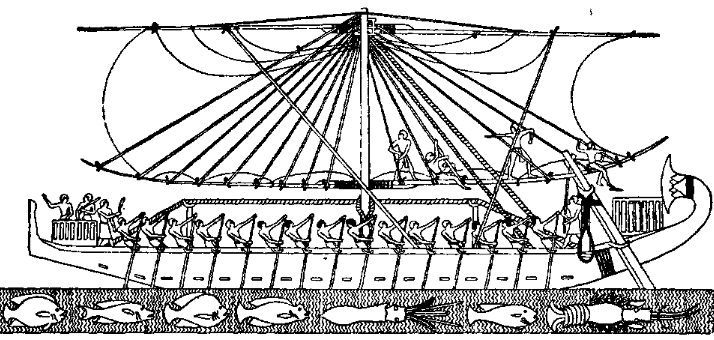
صورة لأحد السفن التجارية الكبيرة التي أرسلتها حتشبسوت إلى بنط. من معبد حتشبسوت.
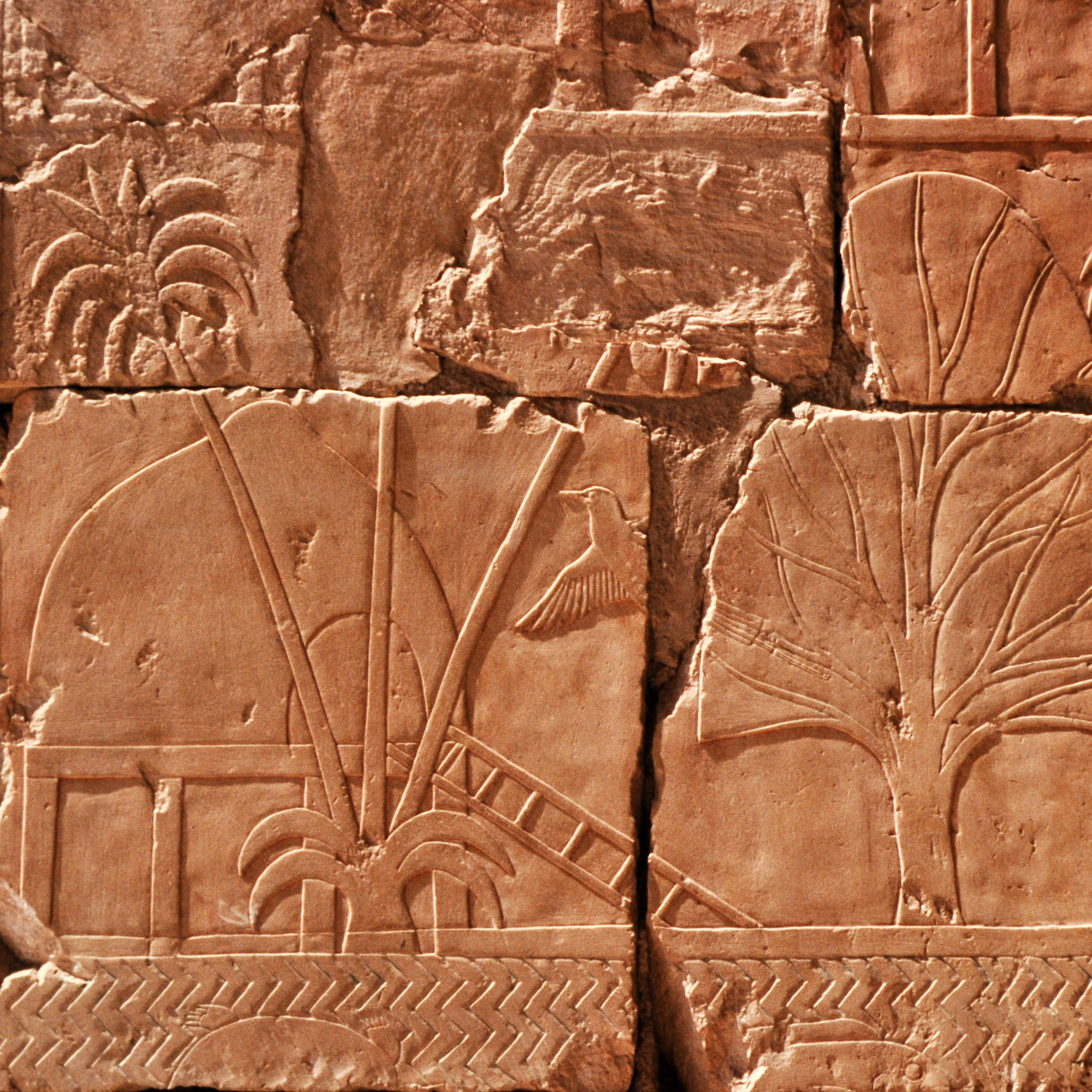
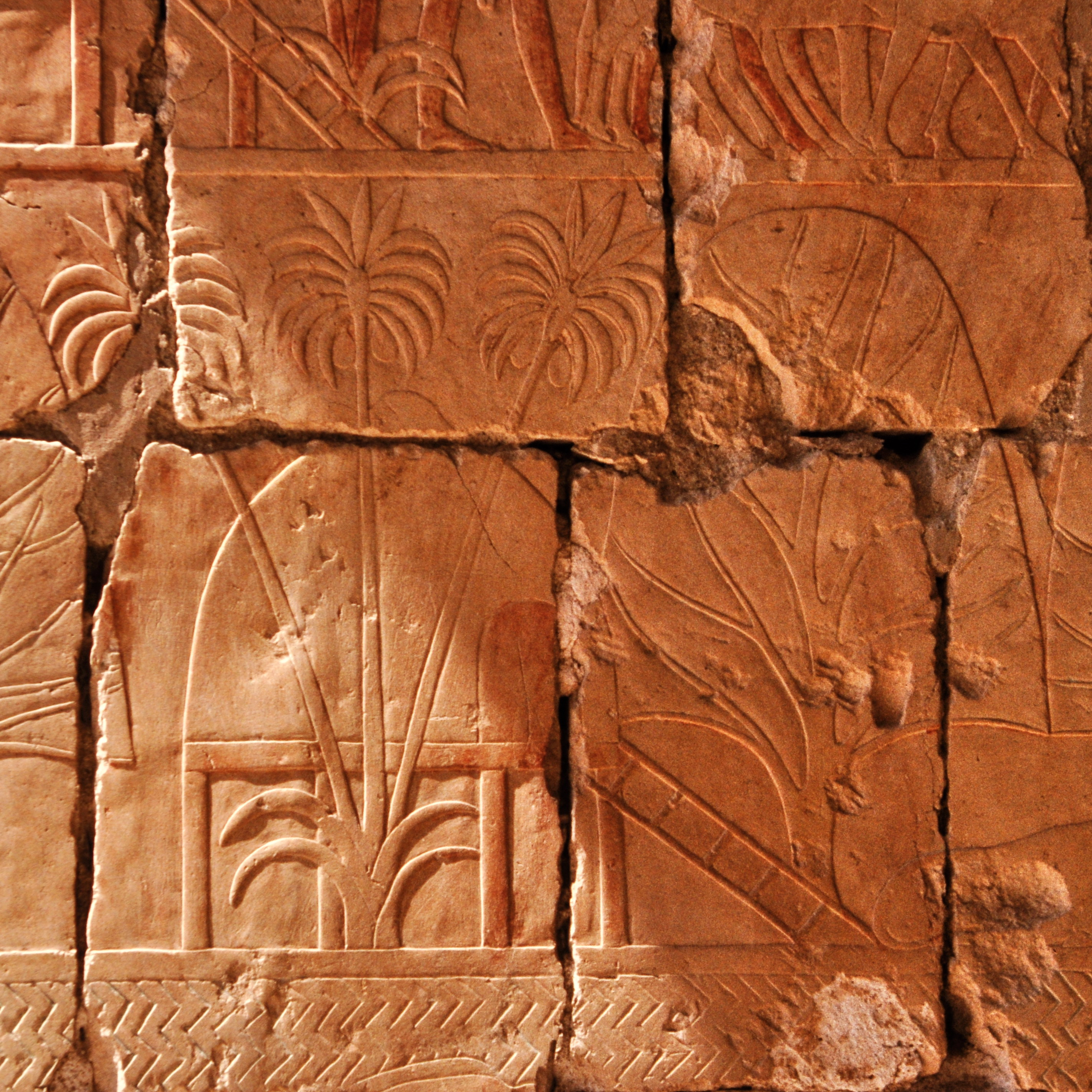
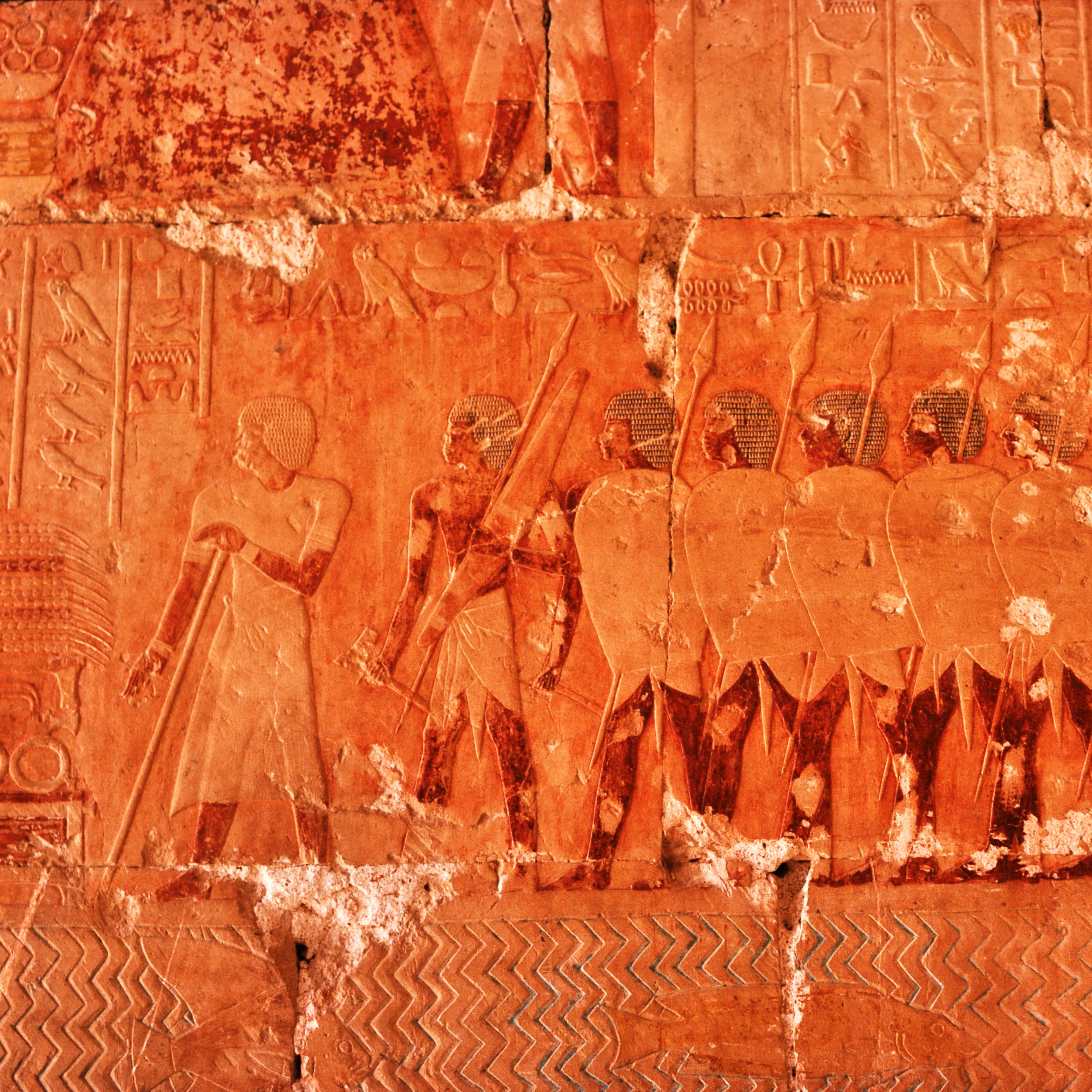
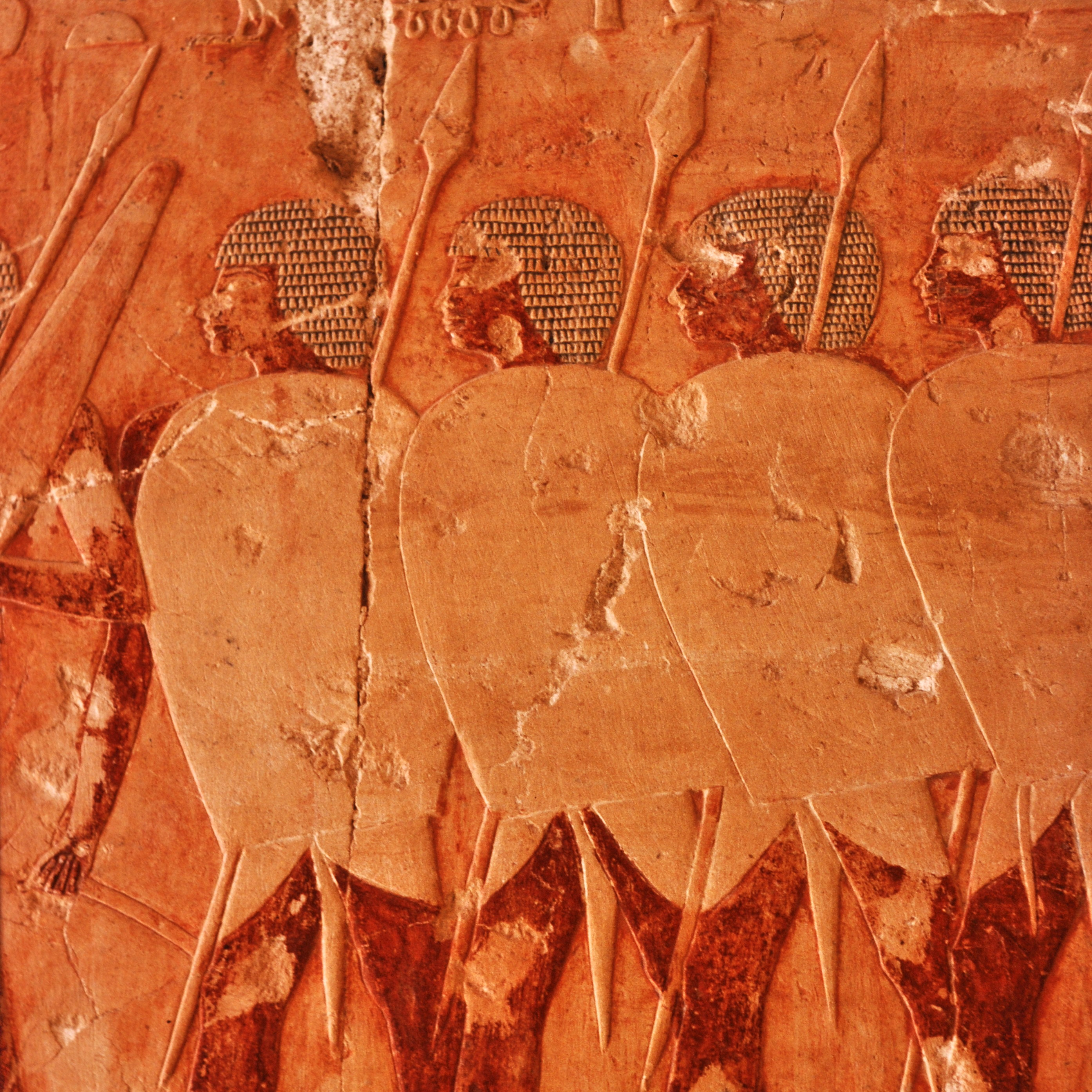
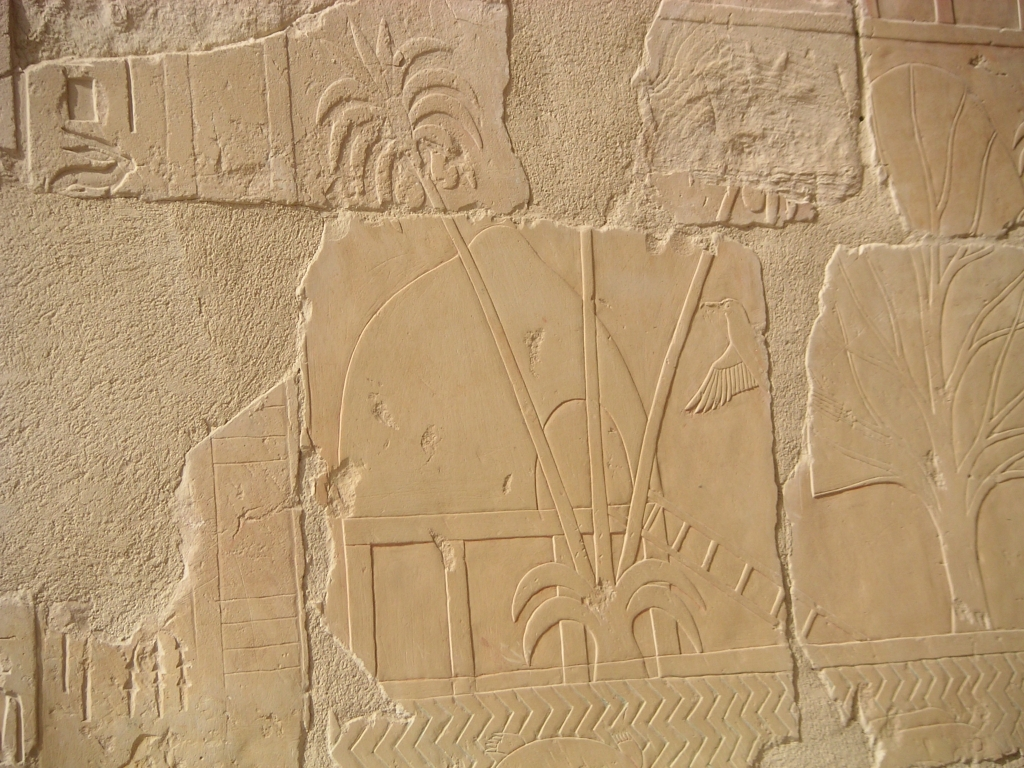
بلاد بنط